# Messancy
Messancy (niem. Metzig, wa. Messanceye, lb. Miezeg) – miejscowość i gmina w Belgii, w Regionie Walońskim, w prowincji Luksemburg, w okręgu Arlon. 1 stycznia 2024 roku liczyła 5797 mieszkańców.

## Podział administracyjny
W skład miasta wchodzą cztery dzielnice (section):
- Habergy
- Hondelange (Hondelingen)
- Sélange (Selingen)
- Wolkrange (Wolkringen)